# Violetkeelincakolibrie
De violetkeelincakolibrie (Coeligena violifer) is een vogel uit de familie Trochilidae (kolibries).

## Verspreiding en leefgebied
Deze soort komt voor van zuidelijk Ecuador tot noordwestelijk Bolivia en telt vier ondersoorten:
- C. v. dichroura: van zuidelijk Ecuador tot noordelijk, centraal en westelijk Peru.
- C. v. albicaudata: zuidelijk Peru.
- C. v. osculans: zuidoostelijk Peru.
- C. v. violifer: noordwestelijk Bolivia.